# ATP Finals 2019
Pour un article plus général, voir Masters de tennis masculin.
Les ATP Finals 2019 (officiellement les Nitto ATP Finals 2019 pour raison de naming), également appelés Masters 2019 dans le langage courant, sont la 50e édition du Masters de tennis masculin, qui réunit les huit meilleurs joueurs disponibles de la saison 2019 de l'ATP en simple. Les huit meilleures équipes de double sont également réunies pour la 45e fois.
La compétition se déroule à l'O2 Arena de Londres, du 10 au 17 novembre 2019.

## Primes et points
| Tour                             | Prime       | Points |
| -------------------------------- | ----------- | ------ |
| Cumul pour le vainqueur invaincu | 2 871 000 $ | 1 500  |
| Pour la victoire en finale       | 1 354 000 $ | + 500  |
| Pour la victoire en demi-finale  | 657 000 $   | + 400  |
| Pour chaque match de poule gagné | 215 000 $   | + 200  |
| Pour chaque participant          | 215 000 $   | –      |
| Pour chaque remplaçant           | 116 000 $   | –      |

| Tour                             | Prime     | Points |
| -------------------------------- | --------- | ------ |
| Cumul pour l'équipe invaincue    | 533 000 $ | 1 500  |
| Pour la victoire en finale       | 204 000 $ | + 500  |
| Pour la victoire en demi-finale  | 106 000 $ | + 400  |
| Pour chaque match de poule gagné | 40 000 $  | + 200  |
| Pour chaque équipe participante  | 103 000 $ | –      |
| Pour chaque équipe remplaçante   | 40 000 $  | –      |

## Faits marquants

### Avant le tournoi
En simple, Daniil Medvedev, Stéfanos Tsitsipás et Matteo Berrettini participent pour la première fois au Masters.
Rafael Nadal commence le tournoi en tant que numéro 1 mondial avec une légère blessure aux abdominaux. Il est talonné par Novak Djokovic qui a 640 points de retard.
En double, les frères Bob et Mike Bryan sont qualifiés mais décident de terminer leur saison prématurément.
Les Colombiens Juan Sebastián Cabal et Robert Farah sont assurés de terminer la saison à la première place du classement ATP.

### Pendant le tournoi

#### En simple
Alexander Zverev et Stéfanos Tsitsipás remportent leur première victoire en six rencontres respectivement contre Rafael Nadal et Daniil Medvedev.
Dominic Thiem atteint les demi-finales de la compétition pour la première fois de sa carrière en quatre participations.
Rafael Nadal remporte son match face à Daniil Medvedev après avoir sauvé une balle de match et après que ce dernier ait mené 5-1 dans le dernier set.
Roger Federer se qualifie en demi-finale pour la 16e fois en 17 participations en battant Novak Djokovic dans un match décisif. En éliminant le Serbe, il permet à Rafael Nadal de finir l'année no 1 mondial pour la 5e fois de sa carrière, égalant Novak Djokovic et Roger Federer.
Rafael Nadal remporte son 3e match face à Stéfanos Tsitsipás mais est éliminé au stade des poules malgré 2 victoires, tout comme son adversaire et Alexander Zverev qui se qualifient pour les demi-finales.
En demi-finales, Stéfanos Tsitsipás élimine Roger Federer et Dominic Thiem bat Alexander Zverev. 
En finale, Stéfanos Tsitsipás s'impose pour sa première participation au Masters et remporte son premier titre majeur à 21 ans.

#### En double
Pierre-Hugues Herbert et Nicolas Mahut remportent leur premier Masters en n'ayant pas concédé le moindre set.

## Résultats en simple

### Participants
| Ordre de qualification | Classement ATP Race | Date de qualification | Meilleure performance | Joueur             | Résultat    |
| ---------------------- | ------------------- | --------------------- | --------------------- | ------------------ | ----------- |
| 1                      | 1                   | 10 juillet 2019       | F (2)                 | Rafael Nadal       | RR (2V, 1D) |
| 2                      | 2                   | 14 juillet 2019       | V (5)                 | Novak Djokovic     | RR (1V, 2D) |
| 3                      | 3                   | 26 août 2019          | V (6)                 | Roger Federer      | DF (2V, 2D) |
| 4                      | 4                   | 3 septembre 2019      | —                     | Daniil Medvedev    | RR (0V, 3D) |
| 5                      | 5                   | 5 octobre 2019        | RR (3)                | Dominic Thiem      | F (3V, 2D)  |
| 6                      | 6                   | 11 octobre 2019       | —                     | Stéfanos Tsitsipás | V (4V, 1D)  |
| 7                      | 7                   | 30 octobre 2019       | V (1)                 | Alexander Zverev   | DF (2V, 2D) |
| 8                      | 8                   | 1er novembre 2019     | —                     | Matteo Berrettini  | RR (1V, 2D) |

### Remplaçants
| Classement ATP Race | Joueur                | Résultat |
| ------------------- | --------------------- | -------- |
| 9                   | Roberto Bautista-Agut | -        |
| 10                  | Gaël Monfils          | -        |

### Confrontations avant le Masters
| Joueur             | RN      | ND      | RF      | DM    | DT    | ST    | AZ    | MB    | Total V-D | % victoires |
| ------------------ | ------- | ------- | ------- | ----- | ----- | ----- | ----- | ----- | --------- | ----------- |
| Rafael Nadal       |         | 26 - 28 | 24 - 16 | 2 - 0 | 9 - 4 | 4 - 1 | 5 - 0 | 1 - 0 | 71 - 49   | 59 %        |
| Novak Djokovic     | 28 - 26 |         | 26 - 22 | 3 - 2 | 6 - 3 | 2 - 2 | 3 - 2 | 0 - 0 | 68 - 57   | 54 %        |
| Roger Federer      | 16 - 24 | 22 - 26 |         | 3 - 0 | 2 - 4 | 3 - 1 | 3 - 4 | 1 - 0 | 50 - 59   | 46 %        |
| Daniil Medvedev    | 0 - 2   | 2 - 3   | 0 - 3   |       | 1 - 2 | 5 - 0 | 1 - 4 | 1 - 0 | 10 - 14   | 42 %        |
| Dominic Thiem      | 4 - 9   | 3 - 6   | 4 - 2   | 2 - 1 |       | 4 - 2 | 5 - 2 | 2 - 1 | 24 - 23   | 51 %        |
| Stéfanos Tsitsipás | 1 - 4   | 2 - 2   | 1 - 3   | 0 - 5 | 2 - 4 |       | 3 - 1 | 1 - 0 | 10 - 19   | 34 %        |
| Alexander Zverev   | 0 - 5   | 2 - 3   | 4 - 3   | 4 - 1 | 2 - 5 | 1 - 3 |       | 2 - 1 | 15 - 21   | 42 %        |
| Matteo Berrettini  | 0 - 1   | 0 - 0   | 0 - 1   | 0 - 1 | 1 - 2 | 0 - 1 | 1 - 2 |       | 2 - 8     | 20 %        |

Source :(en) « Head2Head », sur atptour.com

### Phase de poules

#### GroupeAndre Agassi
- Rafael Nadal (no 1)
- Daniil Medvedev (no 4)
- Stéfanos Tsitsipás (no 6)
- Alexander Zverev (no 7)

##### Résultats
| Date               | Vainqueur          | Vaincu             | Score           | Durée      |
| ------------------ | ------------------ | ------------------ | --------------- | ---------- |
| 11 nov. à 14 h WET | Stéfanos Tsitsipás | Daniil Medvedev    | 7-65, 6-4       | 1 h 42 min |
| 11 nov. à 20 h WET | Alexander Zverev   | Rafael Nadal       | 6-2, 6-4        | 1 h 24 min |
| 13 nov. à 14 h WET | Rafael Nadal       | Daniil Medvedev    | 63-7, 6-3, 7-64 | 2 h 46 min |
| 13 nov. à 20 h WET | Stéfanos Tsitsipás | Alexander Zverev   | 6-3, 6-2        | 1 h 15 min |
| 15 nov. à 14 h WET | Rafael Nadal       | Stéfanos Tsitsipás | 64-7, 6-4, 7-5  | 2 h 52 min |
| 15 nov. à 20 h WET | Alexander Zverev   | Daniil Medvedev    | 6-4, 7-64       | 1 h 19 min |

##### Classement
| Rang poule | Classement ATP Race | Joueur             | Match(s) G-P | Set(s) G-P | Jeux G-P |
| ---------- | ------------------- | ------------------ | ------------ | ---------- | -------- |
| 1          | 6                   | Stéfanos Tsitsipás | 2-1          | 5-2        | 41-34    |
| 2          | 7                   | Alexander Zverev   | 2-1          | 4-2        | 30-28    |
| 3          | 1                   | Rafael Nadal       | 2-1          | 4-4        | 44-44    |
| 4          | 4                   | Daniil Medvedev    | 0-3          | 1-6        | 36-45    |

#### GroupeBjörn Borg
- Novak Djokovic (no 2)
- Roger Federer (no 3)
- Dominic Thiem (no 5)
- Matteo Berrettini (no 8)

##### Résultats
| Date               | Vainqueur         | Vaincu            | Score           | Durée      |
| ------------------ | ----------------- | ----------------- | --------------- | ---------- |
| 10 nov. à 14 h WET | Novak Djokovic    | Matteo Berrettini | 6-2, 6-1        | 1 h 3 min  |
| 10 nov. à 20 h WET | Dominic Thiem     | Roger Federer     | 7-5, 7-5        | 1 h 40 min |
| 12 nov. à 14 h WET | Roger Federer     | Matteo Berrettini | 7-62, 6-3       | 1 h 18 min |
| 12 nov. à 20 h WET | Dominic Thiem     | Novak Djokovic    | 65-7, 6-3, 7-65 | 2 h 47 min |
| 14 nov. à 14 h WET | Matteo Berrettini | Dominic Thiem     | 7-63, 6-3       | 1 h 16 min |
| 14 nov. à 20 h WET | Roger Federer     | Novak Djokovic    | 6-4, 6-3        | 1 h 14 min |

##### Classement
| Rang poule | Classement ATP Race | Joueur            | Match(s) G-P | Set(s) G-P | Jeux G-P |
| ---------- | ------------------- | ----------------- | ------------ | ---------- | -------- |
| 1          | 5                   | Dominic Thiem     | 2-1          | 4-3        | 42-39    |
| 2          | 3                   | Roger Federer     | 2-1          | 4-2        | 35-30    |
| 3          | 2                   | Novak Djokovic    | 1-2          | 3-4        | 35-34    |
| 4          | 8                   | Matteo Berrettini | 1-2          | 2-4        | 25-34    |

### Phase finale
|  |                    |                  |            |            |                    |                  |            |               |            |        |        |        |
|  | 1/2 finale         | 1/2 finale       | 1/2 finale | 1/2 finale | 1/2 finale         |                  |            | Finale        | Finale     | Finale | Finale | Finale |
|  | 16 novembre 2019   | 16 novembre 2019 | 1 h 36 min | 1 h 36 min | 1 h 36 min         |                  |            |               |            |        |        |        |
|  | 16 novembre 2019   | 16 novembre 2019 | 1 h 36 min | 1 h 36 min | 1 h 36 min         |                  |            |               |            |        |        |        |
|  | Stéfanos Tsitsipás | (6)              | 6          | 6          |                    |                  |            |               |            |        |        |        |
|  | Stéfanos Tsitsipás | (6)              | 6          | 6          | 17 novembre 2019   | 17 novembre 2019 | 2 h 35 min | 2 h 35 min    | 2 h 35 min |        |        |        |
|  | Roger Federer      | (3)              | 3          | 4          | 17 novembre 2019   | 17 novembre 2019 | 2 h 35 min | 2 h 35 min    | 2 h 35 min |        |        |        |
|  | Roger Federer      | (3)              | 3          | 4          | Stéfanos Tsitsipás | (6)              | 6          | 6             | 7          |        |        |        |
|  | 16 novembre 2019   | 16 novembre 2019 | 1 h 34 min | 1 h 34 min | 1 h 34 min         | (6)              | 6          | 6             | 7          |        |        |        |
|  | 16 novembre 2019   | 16 novembre 2019 | 1 h 34 min | 1 h 34 min | 1 h 34 min         |                  |            | Dominic Thiem | (5)        | 7      | 2      | 64     |
|  | Dominic Thiem      | (5)              | 7          | 6          |                    |                  |            | Dominic Thiem | (5)        | 7      | 2      | 64     |
|  | Dominic Thiem      | (5)              | 7          | 6          |                    |                  |            |               |            |        |        |        |
|  | Alexander Zverev   | (7)              | 5          | 3          |                    |                  |            |               |            |        |        |        |
|  | Alexander Zverev   | (7)              | 5          | 3          |                    |                  |            |               |            |        |        |        |

### Classement final
| Résultat       | Classement ATP Race | Joueur             | Match(s) G-P | Set(s) G-P | Jeux G-P | Points gagnés | Nouveau rang |
| -------------- | ------------------- | ------------------ | ------------ | ---------- | -------- | ------------- | ------------ |
| Vainqueur      | 6                   | Stéfanos Tsitsipás | 4-1          | 9-3        | 72-56    | 1 300         | 6            |
| Finaliste      | 5                   | Dominic Thiem      | 3-2          | 7-5        | 70-66    | 800           | 4            |
| Demi-finaliste | 3                   | Roger Federer      | 2-2          | 4-4        | 42-42    | 400           | 3            |
| Demi-finaliste | 7                   | Alexander Zverev   | 2-2          | 4-4        | 38-41    | 400           | 7            |
| Poules         | 1                   | Rafael Nadal       | 2-1          | 4-4        | 44-44    | 400           | 1            |
| Poules         | 2                   | Novak Djokovic     | 1-2          | 3-4        | 35-34    | 200           | 2            |
| Poules         | 8                   | Matteo Berrettini  | 1-2          | 2-4        | 25-34    | 200           | 8            |
| Poules         | 4                   | Daniil Medvedev    | 0-3          | 1-6        | 36-45    | 0             | 5            |

## Résultats en double

### Participants
| Ordre de qualification | Classement ATP Race | Date de qualification | Meilleure performance | Équipe                              | Résultat    |
| ---------------------- | ------------------- | --------------------- | --------------------- | ----------------------------------- | ----------- |
| 1                      | 1                   | 16 août 2019          | DF (1)                | Juan Sebastián Cabal Robert Farah   | DF (1V, 3D) |
| 2                      | 2                   | 11 octobre 2019       | F (1) F (2)           | Łukasz Kubot Marcelo Melo           | DF (2V, 2D) |
| 3                      | 5                   | 24 octobre 2019       | F (1) DF (1)          | Raven Klaasen Michael Venus         | F (3V, 2D)  |
| 4                      | 3                   | 26 octobre 2019       | - -                   | Kevin Krawietz Andreas Mies         | RR (1V, 2D) |
| 5                      | 8                   | 26 octobre 2019       | F (1)                 | Pierre-Hugues Herbert Nicolas Mahut | V (5V, 0D)  |
| 6                      | 6                   | 28 octobre 2019       | V (1)                 | Jean-Julien Rojer Horia Tecău       | RR (1V, 2D) |
| 7                      | 4                   | 28 octobre 2019       | F (1) -               | Rajeev Ram Joe Salisbury            | RR (1V, 2D) |
| 8                      | 9                   | 1er novembre 2019     | F (1) -               | Ivan Dodig Filip Polášek            | RR (1V, 2D) |

### Remplaçants
| Classement ATP Race | Équipe                       | Résultat |
| ------------------- | ---------------------------- | -------- |
| 10                  | Henri Kontinen John Peers    | -        |
| 11                  | Jérémy Chardy Fabrice Martin | -        |

### Confrontations avant le Masters
| Équipe                              | JSC/RF | LK/MM | RK/MV | KK/AM | PHH/NM | JJR/HT | RR/JS | ID/FP | Total V-D | % victoires |
| ----------------------------------- | ------ | ----- | ----- | ----- | ------ | ------ | ----- | ----- | --------- | ----------- |
| Juan Sebastián Cabal Robert Farah   |        | 5-2   | 3-2   | 0-0   | 1-4    | 4-5    | 0-1   | 0-1   | 13-15     | 46 %        |
| Łukasz Kubot Marcelo Melo           | 2-5    |       | 3-3   | 0-0   | 2-1    | 4-0    | 1-2   | 1-2   | 13-13     | 50 %        |
| Raven Klaasen Michael Venus         | 2-3    | 3-3   |       | 1-0   | 0-0    | 1-1    | 0-0   | 0-2   | 7-9       | 44 %        |
| Kevin Krawietz Andreas Mies         | 0-0    | 0-0   | 0-1   |       | 0-1    | 0-0    | 0-1   | 0-0   | 0-3       | 0 %         |
| Pierre-Hugues Herbert Nicolas Mahut | 4-1    | 1-2   | 0-0   | 1-0   |        | 2-2    | 1-0   | 0-0   | 9-5       | 64 %        |
| Jean-Julien Rojer Horia Tecău       | 5-4    | 0-4   | 1-1   | 0-0   | 2-2    |        | 1-2   | 1-1   | 10-14     | 42 %        |
| Rajeev Ram Joe Salisbury            | 1-0    | 2-1   | 0-0   | 1-0   | 0-1    | 2-1    |       | 0-1   | 6-4       | 60 %        |
| Ivan Dodig Filip Polášek            | 1-0    | 2-1   | 2-0   | 0-0   | 0-0    | 1-1    | 1-0   |       | 7-2       | 78 %        |

### Phase de poules

#### GroupeMax Mirnyi
- Juan Sebastián Cabal
 Robert Farah (no 1)
- Kevin Krawietz
 Andreas Mies (no 3)
- Jean-Julien Rojer
 Horia Tecău (no 6)
- Pierre-Hugues Herbert
 Nicolas Mahut (no 7)

##### Résultats
| Date               | Vainqueur                           | Vaincu                            | Score             | Durée      |
| ------------------ | ----------------------------------- | --------------------------------- | ----------------- | ---------- |
| 11 nov. à 12 h WET | Kevin Krawietz Andreas Mies         | Jean-Julien Rojer Horia Tecău     | 7-63, 4-6, [10-6] | 1 h 43 min |
| 11 nov. à 18 h WET | Pierre-Hugues Herbert Nicolas Mahut | Juan Sebastián Cabal Robert Farah | 6-3, 7-5          | 1 h 21 min |
| 13 nov. à 12 h WET | Jean-Julien Rojer Horia Tecău       | Juan Sebastián Cabal Robert Farah | 6-2, 5-7, [10-8]  | 1 h 29 min |
| 13 nov. à 18 h WET | Pierre-Hugues Herbert Nicolas Mahut | Kevin Krawietz Andreas Mies       | 7-5, 7-63         | 1 h 33 min |
| 15 nov. à 12 h WET | Juan Sebastián Cabal Robert Farah   | Kevin Krawietz Andreas Mies       | 7-67, 6-2         | 1 h 20 min |
| 15 nov. à 18 h WET | Pierre-Hugues Herbert Nicolas Mahut | Jean-Julien Rojer Horia Tecău     | 6-3, 7-64         | 1 h 23 min |

##### Classement
| Rang poule | Classement ATP Race | Joueur                              | Match(s) G-P | Set(s) G-P | Jeux G-P |
| ---------- | ------------------- | ----------------------------------- | ------------ | ---------- | -------- |
| 1          | 7                   | Pierre-Hugues Herbert Nicolas Mahut | 3-0          | 6-0        | 40-28    |
| 2          | 1                   | Juan Sebastián Cabal Robert Farah   | 1-2          | 3-4        | 30-33    |
| 3          | 6                   | Jean-Julien Rojer Horia Tecău       | 1-2          | 3-5        | 33-34    |
| 4          | 3                   | Kevin Krawietz Andreas Mies         | 1-2          | 2-5        | 31-39    |

#### GroupeJonas Björkman
- Łukasz Kubot
 Marcelo Melo (no 2)
- Rajeev Ram
 Joe Salisbury (no 4)
- Raven Klaasen
 Michael Venus (no 5)
- Ivan Dodig
 Filip Polášek (no 8)

##### Résultats
| Date               | Vainqueur                   | Vaincu                      | Score             | Durée      |
| ------------------ | --------------------------- | --------------------------- | ----------------- | ---------- |
| 10 nov. à 12 h WET | Raven Klaasen Michael Venus | Rajeev Ram Joe Salisbury    | 6-3, 6-4          | 1 h 4 min  |
| 10 nov. à 18 h WET | Łukasz Kubot Marcelo Melo   | Ivan Dodig Filip Polášek    | 4-6, 6-4, [10-5]  | 1 h 40 min |
| 12 nov. à 12 h WET | Rajeev Ram Joe Salisbury    | Ivan Dodig Filip Polášek    | 3-6, 6-3, [10-6]  | 1 h 17 min |
| 12 nov. à 18 h WET | Raven Klaasen Michael Venus | Łukasz Kubot Marcelo Melo   | 6-3, 6-4          | 1 h 10 min |
| 14 nov. à 12 h WET | Łukasz Kubot Marcelo Melo   | Rajeev Ram Joe Salisbury    | 65-7, 6-4, [10-7] | 1 h 44 min |
| 14 nov. à 18 h WET | Ivan Dodig Filip Polášek    | Raven Klaasen Michael Venus | 7-64, 6-4         | 1 h 27 min |

##### Classement
| Rang poule | Classement ATP Race | Joueur                      | Match(s) G-P | Set(s) G-P | Jeux G-P |
| ---------- | ------------------- | --------------------------- | ------------ | ---------- | -------- |
| 1          | 5                   | Raven Klaasen Michael Venus | 2-1          | 4-2        | 34-27    |
| 2          | 2                   | Łukasz Kubot Marcelo Melo   | 2-1          | 4-4        | 31-33    |
| 3          | 4                   | Rajeev Ram Joe Salisbury    | 1-2          | 3-5        | 28-34    |
| 4          | 8                   | Ivan Dodig Filip Polášek    | 1-2          | 4-4        | 32-31    |

### Phase finale
|  |                                     |                  |            |            |                                     |                  |            |                             |            |        |        |        |
|  | 1/2 finale                          | 1/2 finale       | 1/2 finale | 1/2 finale | 1/2 finale                          |                  |            | Finale                      | Finale     | Finale | Finale | Finale |
|  | 16 novembre 2019                    | 16 novembre 2019 | 1 h 34 min | 1 h 34 min | 1 h 34 min                          |                  |            |                             |            |        |        |        |
|  | 16 novembre 2019                    | 16 novembre 2019 | 1 h 34 min | 1 h 34 min | 1 h 34 min                          |                  |            |                             |            |        |        |        |
|  | Pierre-Hugues Herbert Nicolas Mahut | (7)              | 6          | 7          |                                     |                  |            |                             |            |        |        |        |
|  | Pierre-Hugues Herbert Nicolas Mahut | (7)              | 6          | 7          | 17 novembre 2019                    | 17 novembre 2019 | 1 h 10 min | 1 h 10 min                  | 1 h 10 min |        |        |        |
|  | Łukasz Kubot Marcelo Melo           | (2)              | 3          | 64         | 17 novembre 2019                    | 17 novembre 2019 | 1 h 10 min | 1 h 10 min                  | 1 h 10 min |        |        |        |
|  | Łukasz Kubot Marcelo Melo           | (2)              | 3          | 64         | Pierre-Hugues Herbert Nicolas Mahut | (7)              | 6          | 6                           |            |        |        |        |
|  | 16 novembre 2019                    | 16 novembre 2019 | 2 h 8 min  | 2 h 8 min  | 2 h 8 min                           | (7)              | 6          | 6                           |            |        |        |        |
|  | 16 novembre 2019                    | 16 novembre 2019 | 2 h 8 min  | 2 h 8 min  | 2 h 8 min                           |                  |            | Raven Klaasen Michael Venus | (5)        | 3      | 4      |        |
|  | Raven Klaasen Michael Venus         | (5)              | 65         | 7          | 10                                  |                  |            | Raven Klaasen Michael Venus | (5)        | 3      | 4      |        |
|  | Raven Klaasen Michael Venus         | (5)              | 65         | 7          | 10                                  |                  |            |                             |            |        |        |        |
|  | Juan Sebastián Cabal Robert Farah   | (1)              | 7          | 610        | 6                                   |                  |            |                             |            |        |        |        |
|  | Juan Sebastián Cabal Robert Farah   | (1)              | 7          | 610        | 6                                   |                  |            |                             |            |        |        |        |

### Classement final
| Résultat        | Classement ATP Race | Joueur                              | Match(s) G-P | Set(s) G-P | Jeux G-P | Points gagnés | Nouveau rang |
| --------------- | ------------------- | ----------------------------------- | ------------ | ---------- | -------- | ------------- | ------------ |
| Vainqueurs      | 7                   | Pierre-Hugues Herbert Nicolas Mahut | 5-0          | 10-0       | 65-44    | 1500          | 3            |
| Finalistes      | 5                   | Raven Klaasen Michael Venus         | 3-2          | 6-5        | 55-52    | 800           | 4            |
| Demi-finalistes | 2                   | Łukasz Kubot Marcelo Melo           | 2-2          | 4-6        | 40-46    | 400           | 2            |
| Demi-finalistes | 1                   | Juan Sebastián Cabal Robert Farah   | 1-3          | 4-6        | 43-47    | 200           | 1            |
| Poules          | 8                   | Ivan Dodig Filip Polášek            | 1-2          | 4-4        | 32-31    | 200           | 8            |
| Poules          | 6                   | Jean-Julien Rojer Horia Tecău       | 1-2          | 3-5        | 33-34    | 200           | 7            |
| Poules          | 4                   | Rajeev Ram Joe Salisbury            | 1-2          | 3-5        | 28-34    | 200           | 6            |
| Poules          | 3                   | Kevin Krawietz Andreas Mies         | 1-2          | 2-5        | 31-39    | 200           | 5            |